# Acompsoceras
Acompsoceras – rodzaj amonitów z rzędu Ammonitida, z rodziny Acanthoceratidae.
Żył w okresie kredy (cenoman).
Gatunki:
- A. inconstans
- A. amphibolum